# 724
سنة 724 م كانت سنة كبيسة تبدأ يوم السبت (الرابط يظهر نموذج التقويم الكامل للسنة) من التقويم اليولياني. بدأت تسمية السنة ب724 منذ العصور الوسطى المبكرة، عندما أصبح تقويم أنو دوميني هو الأسلوب السائد في أوروبا لتسمية السنوات.

## مواليد
- عبد الله بن المقفع كاتب ومفكر مسلم

## وفيات
- يزيد بن عبد الملك
- حاجب بن ذبيان التميمي من شعراء العصر الأموي
- هريم بن أبي طحمة أحد القادة والفرسان في العصر الأموي.
- الجعد بن درهم
- العجير بن عبد الله السلولي من شعراء العصر الأموي.